# Blackburneus truncaticollis
Blackburneus truncaticollis är en skalbaggsart som beskrevs av Rudolph Petrovitz 1967. Blackburneus truncaticollis ingår i släktet Blackburneus och familjen Aphodiidae. Inga underarter finns listade.